# Beaufort
Beaufort (též Belfort, arabsky قلعة الشقيف‎, hebrejsky מבצר הבופור‎) je křižácká pevnost v Nabathijském gubernáru v jižním Libanonu, přibližně jeden kilometr od vesnice Arnoun. Jméno bel fort či beau fort (francouzsky krásná pevnost) bylo hradu dáno křižáky, kteří jej ve 12. století kontrolovali. Jeho arabský název znamená hrad na vysoké skále.

## Historie

### Antika a středověk
Jen velmi málo je známo o dějinách pevnosti předcházejících jejímu dobytí křižáky roku 1139, ačkoliv historikové předpokládají, že jejích sedm set metrů výšky dělalo z této pozice strategický bod již od biblických a římských časů a že již tehdy na tomto místě existovala stavba.

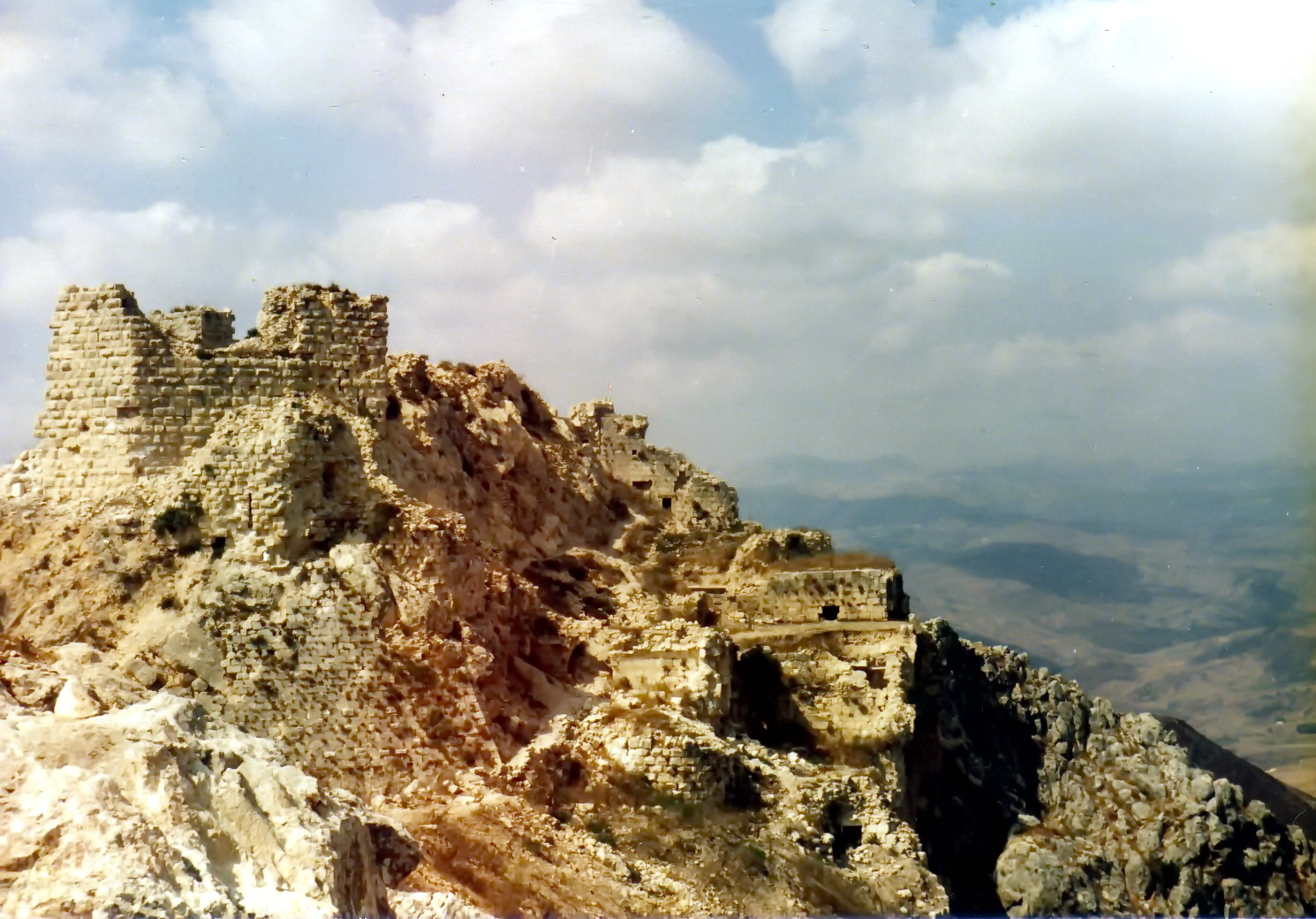
Beaufort roku 1982

Poté, co se jeruzalémská vojska krále Fulka z Anjou pevnosti zmocnila, byla pozice předána do rukou křižáckým pánům ze Sidonu. Roku 1189 Beufort začal obléhat sultán Saladin, zatímco obráncům velel Reginald ze Sidonu, který se pokoušel využívat různé lsti, aby oddálil porážku. Roku 1190 však hrad padl muslimům do rukou. O padesát let později, roku 1240, křesťané Beaufort znovu dobyli a vnuk Reginalda ze Sidonu, Julien de Grenier ji roku 1260 odprodal templářským rytířům. V roce 1268 ji znovu dobyli muslimové, vedení mamlúckým sultánem Bajbarsem, a ti ji drželi v následujících několika staletích.

### Moderní dějiny
V 17. století libanonský princ Fakhr-al-Dín II. převzal nad Beufortem kontrolu a zahrnul hrad do sítě svých opěrných bodů. Princ Fakhr-al-Dín II. byl však poražen osmanskými Turky, kteří následně zničili horní části hradu. Oblast byla ovládána místními feudálními rody až do roku 1769.
Roku 1792 pevnost oblehl guvernér Akry, dobyl ji a zničil zbytky jejího opevnění. Zemětřesení v roce 1837 zničilo další části hradu. V té době již jeho zbytky sloužily místním lidem jako kamenolom a útočiště pro jejich ovce.
Opravy této památky započaly již za francouzského mandátu v Libanonu roku 1920 a pokračovaly i po získání nezávislosti Libanonu roku 1943. Strategická pozice pevnosti, jejíž vrchol dovoluje pohled na jižní Libanon a severní Izrael způsobila, že Beaufort sehrál úlohu v několika různých válečných konfliktech druhé poloviny 20. století.
Od roku 1976, během libanonské občanské války byl hrad v rukou Organizace pro osvobození Palestiny, která polohu pevnosti využila k odpalování raket na severoizraelské území. V letech 1976–1980 útočily na pozice Palestinců v Beufortu mnohokrát izraelské ozbrojené síly.

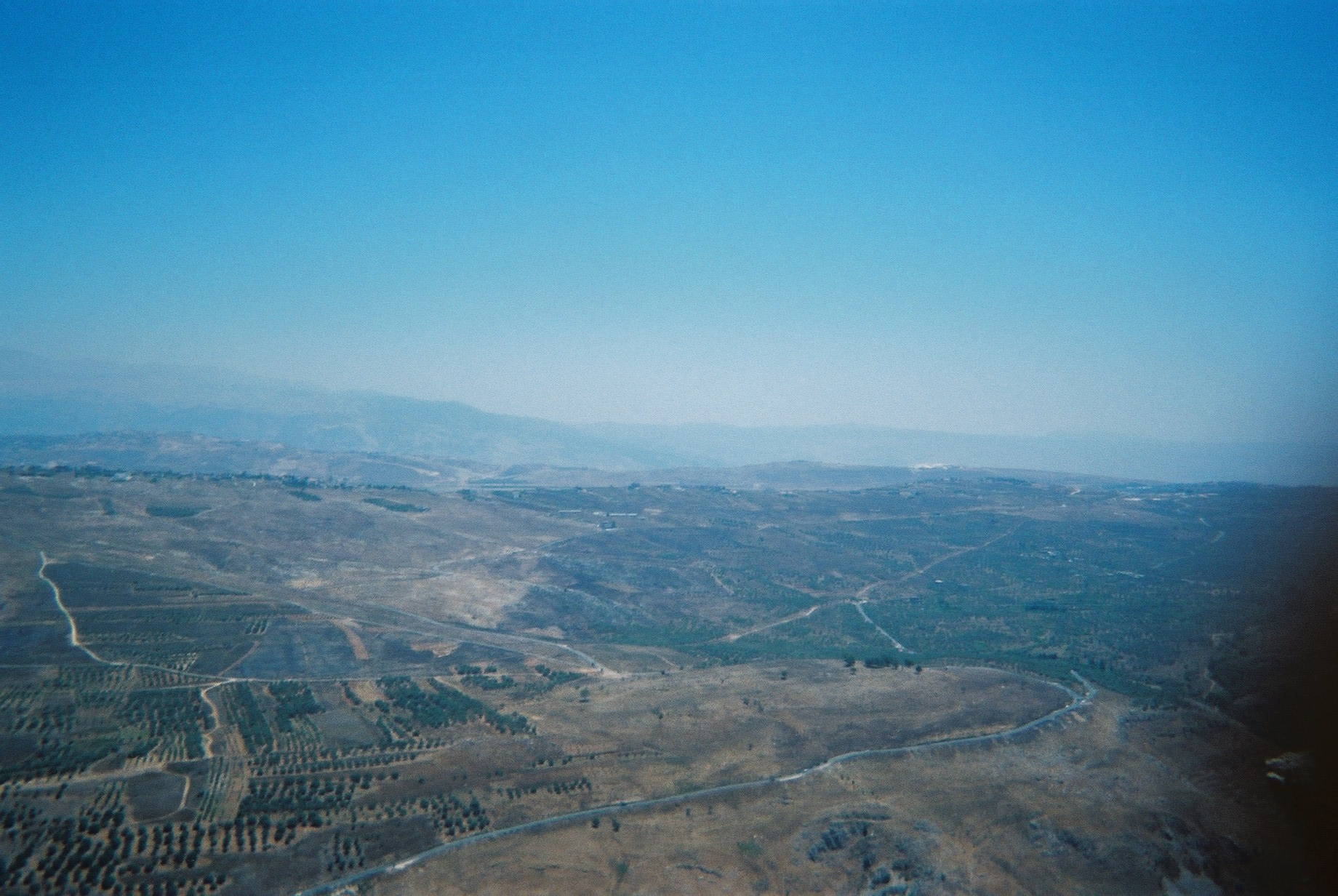
Pohled z vrcholu hradu do okolí

Dne 6. června 1982 izraelská armáda zahájila operaci Mír pro Galileu a vtrhla do Libanonu. Beufort byl těžce ostřelován předtím, než jej 7. června dobyly izraelské jednotky. V letech 1982 až 2000 byl hrad Beufort a přilehlé okolí obsazeno izraelskou armádou a hrad samotný byl používán jako pozorovací stanoviště. Oblast byla Izraelci opevněna bunkry a betonovými opěrnými body, které se staly mnohokrát terčem útoku ze strany Hizballáhu.
V květnu 2000 Izraelci evakuovali oblast jižního Libanonu. Opustili pozici v Beaufortu a své opěrné body za sebou zničili, aby nemohly posloužit Hizballáhu. Při ústupu Izraelci zničili také část historického opevnění Beaufortu.

## Zásobování vodou
Zásobování vodou umožňovala nádrž (tzv. berkil) v částečně vyzděné cisterně vylámané ve skále v mírném stoupání hradního hřbetu. Půdorys nádrže má rozměry 22,5 × 27,5 metru.